# Diego Napolitani
Diego Napolitani (Napoli, 4 maggio 1927 – Milano, 9 luglio 2013) è stato uno psichiatra e psicanalista italiano.
Ha fondato e diretto negli anni sessanta e settanta tre Comunità Terapeutiche, poi dal 1982 una Scuola di Formazione ed è stato tra i pionieri italiani nella conduzione di gruppi ad orientamento psicoanalitico .

## Biografia
Nel 1950 inizia un'analisi con Ernst Bernhard, caposcuola junghiano in Italia, che si conclude in due anni. Si laurea in Medicina nel 1953 presso l'Università degli Studi di Napoli Federico II e studia endocrinologia come assistente presso l'Istituto di Patologia Medica. Nel 1955 decide di cambiare l'indirizzo dei suoi studi e parte alla volta di Milano per intraprendere la sua formazione come psicoanalista presso la Società Psicoanalitica Italiana (SPI). Inizia, quello stesso anno, un'analisi didattica con Franco Fornari e l'iter della sua specializzazione in psichiatria.

## Le comunità terapeutiche
Nel 1959 viene assunto come vice dirigente presso il Servizio di Igiene e Profilassi Mentale della Provincia di Milano. L'anno successivo conduce un gruppo di psicotici che ben presto si trasforma in una Comunità Terapeutica Diurna di venti unità cui viene dato il nome di “Centro di psichiatria sociale e di psicoanalisi di gruppo”. Ma l'iniziativa viene accompagnata da crescenti contrasti con l'Amministrazione e, soprattutto, con la SPI che minaccia Napolitani di espulsione se non viene rimosso l'accostamento tra la psicoanalisi e la pratica di “gruppo” o la “psichiatria sociale”. 
Nel 1964 si dimette dal suo incarico presso la Provincia e parte per un soggiorno di studio presso l'Ospedale Melrose in Scozia, diretto da Maxwell Jones, e poi presso il Cassel Hospital, a Londra, diretto da Thomas Maine, entrambi pionieri della psichiatria comunitaria.
Al rientro in Italia fonda nel 1965 la Comunità Terapeutica Omega, a carattere privato. Nel dicembre 1967 prende il via la Comunità Villa Serena, della Provincia di Milano. Nel 1970 organizza a Milano il “I° Seminario di Psichiatria Comunitaria e Socioterapia” che vede riuniti i maggiori esponenti del settore come Tom Maine, Paul Claude Racamier, François Tosquelles, Franco Fornari, Salomon Resnik, Luigi Pagliarani, Pietropolli Charmet. Nel 1976 l'acuirsi dei contrasti con l'Amministrazione provinciale, insieme alla mancata erogazione dei fondi pattuiti, pone fine all'esperienza di entrambe le Comunità.

## La ricerca sui gruppi
Sin dai primi anni sessanta l'interesse di Napolitani a comprendere le dinamiche gruppali determina la nascita di un gruppo – cui partecipano Franco Fornari, Luciano Cofano, Tommaso Senise, Pier Francesco Galli, Mariolina Berrini – definibile come un “gruppo di analisti sul controtrasfert di un analista di gruppo”. Nel 1974 fonda l'AMAG  – associazione Milanese Analisti di Gruppo – che ha tra i suoi compiti statutari la ricerca e la promozione delle conoscenze nella conduzione dei piccoli gruppi. Sul finire degli anni settanta appaiono su riviste di settore alcuni lavori che daranno corpo al suo intervento al VII Congresso Internazionale di Psicoterapia di Gruppo che si tiene a Copenaghen. Qui espone per la prima volta la teoria dei tre Universi Relazionali in cui distingue il registro delle relazioni immaginarie o transferali dal registro del Reale o protomentale, con riferimento a Bion, e da quello Simbolico, con riferimento all'area transizionale di Winnicott. In seguito alla risonanza del suo intervento decide di adottare il termine “Gruppoanalisi” per il proprio modello teorico-clinico mentre l'AMAG cambia ragione sociale rinominandosi SGAI, Società Gruppoanalitica Italiana. Ma il termine “gruppo” che sostituisce in “gruppoanalisi” il termine “psiche”, non si riferisce al solo setting di gruppo perché vuole alludere agli aspetti strutturali della mente umana che sono relazionali; pertanto l'attività clinica che ne consegue si svolge, nella proposta di Napolitani, sia nel campo delle analisi individuali che in quello di gruppo. Nel 1982 insieme a Leonardo Ancona, Francesco Corrao, Paolo Perotti, Fabrizio Napolitani, Fedinando Vanni ed al senatore Adriano Ossicini fonda la C.O.I.R.A.G 

## L'attività editoriale
A metà degli anni ottanta progetta e promuove, insieme al fratello Fabrizio, la nascita della Rivista Italiana di Gruppoanalisi le cui pubblicazioni, con editori diversi, proseguono in cartaceo fino al 2011 per poi essere trasferite on line. Dal 1994 promuove la nascita della Confederazione Editoriale di Gruppoanalisi (CEG) cui viene affidata la definizione della linea editoriale della Rivista e di cui inizialmente fanno parte altre associazioni interessati alla ricerca sui gruppi: APRAGI di Torino, Ariele di Milano, CATG di Roma e la stessa SGAI. Dal 2006 la gestione della Rivista ritorna a carico della sola SGAI.

## La scuola di formazione
Nel 1982 prende il via la Scuola di Formazione in Gruppoanalisi, di cui Napolitani sarà Direttore fino al maggio 2012; il primo Istituto ha sede a Milano, l'IGAM, cui seguono a Roma l'IGAR e a Torino l'IGAT. Nel 1998 la Scuola ottiene il riconoscimento del MIUR. 

## Riferimenti psicoanalitici
Diego Napolitani si è sempre mosso nell'ambito del filone storico relazionale del movimento psicoanalitico. Suoi principali riferimenti, nella rielaborazione critica dell'eredità freudiana, sono stati: Paul Federn, William Fairbairn, Sándor Ferenczi, Donald Winnicott, Wilfred Bion. Ha avuto rapporti professionali e d'amicizia con numerosi esponenti della psichiatria e della psicoanalisi tra cui, oltre i nomi già citati, Juan Campos Avillar, Francesco Corrao, Elvio Fachinelli, René Kaës, Giampaolo Lai, Malcom Pines, Sergio Benvenuto. Nel 1990 è invitato a parlare al Simposio “Image, Word and Self” organizzato a New York dall'Istituto Italiano di Cultura e da “The New School for Social Research” dove introduce la IV Sessione con una relazione su “The Immaginary in Psychoanalytic Metapsychology”. 

## Il dialogo con altre discipline
Significative conseguenze ha comportato il suo approfondimento, sul finire degli anni settanta, del pensiero fenomenologico ed ermeneutico. Intenso il suo incontro con le parole o gli scritti dei filosofi Gianni Vattimo, Carlo Sini, Umberto Galimberti e Aldo Gargani, degli epistemologi Edgar Morin e Francisco Varela, dell'antropologo Francesco Remotti, dello psicosocioanalista, formatore e fotografo Giuseppe Varchetta. 

## L'antropoanalisi
Nel 2000 è tra gli invitati agli “Etats généraux de la psychanalyse” organizzati a Parigi da René Major. Interviene con una relazione dal titolo “La psychanalyse a accompli le temps de sa vie”. Riflessioni successive sul tema determinano la sua ricerca in ambito antropoanalitico, guidata dall'idea di antropos come “colui che volge lo sguardo in alto”, metafora della trascendenza e del superamento della scissione soggetto-oggetto, con riferimento alla proposta di Ludwig Binswanger.

## Opere
- Diego Napolitani, Struttura gruppale della psicoanalisi ed analisi di gruppo, in “Le frontiere della psicoanalisi” a cura di Carlo Ravasini, Ed. Franco Angeli, Milano 1981
- Diego Napolitani, Vita/Morte voce su Enciclopedia Einaudi, Ed Einaudi, Torino 1982
- Diego Napolitani, Individualità e Gruppalità Ed. Boringhieri, Torino 1986 poi Ed. IPOC Milano
- Diego Napolitani, Di palo in frasca, Ed. Corpo 10, Milano 1986, poi Ed. IPOC Milano;
- Diego Napolitani, Luoghi di formazione, Ed. Guerini, Milano 2006
- Diego Napolitani, Trasformazioni della coscienza nel suo divenire “O”, in “con i tuoi occhi” a cura di A. De Luca Ed. Mimesis Milano 2014
- Diego Napolitani, Cosciente-mente, Ed. Guerini, Milano 2015

Inoltre Diego Napolitani ha pubblicato oltre un centinaio di articoli che sono apparsi su riviste Italiane di settore come Psicoterapia e Scienze Umane, Psicologia Clinica, la Rivista di Psicoanalisi, Ruolo Terapeutico, Journal of European Psychoanalysis, ma anzitutto sulla Rivista Italiana di GruppoAnalisi dal 2012. 
Se ne segnalano solo alcuni.
- Diego Napolitani, Gruppi interni e modelli relazionali nel Reale, nell'Immaginario e nel Simbolico, in Psicologia Clinica 2/82, Il Pensiero Scientifico Editore, Roima 1982
- Diego Napolitani Psicoanalisi e gruppo analisi, in Psicoterapia e Scienze Umane n. 3/1982 Ed. FAE Riviste srl Milano 1982
- Diego Napolitani, Ethos ed Eros, in Rivista Italiana di Gruppoanalisi, n. 1-2 '89. Ed. Riza
- Diego Napolitani, Dipendenze immaginarie e inter-dipendenza simbolica nella relazione analitica, in Rivista Italiana di Gruppoanalisi 1993, ed. Studio Guerini
- Diego Napolitani, Si è per esser-ci, Rivista Italiana di Gruppoanalisi, giugno '95 nº 15, Ed. Guerini e Associati
- Diego Napolitani, La psicoanalisi ha compiuto il tempo della sua vita, Rivista Italiana di Gruppoanalisi, n. 1/2000 Ed. Franco Angeli
- Diego Napolitani, La psicoterapia tra trattamento ed intrattenimenti, Rivista Italiana di Gruppoanalisi, n. 3/2001 Ed. Franco Angeli
- Diego Napolitani, Antiche e nuove concezioni del proto mentale, Rivista Italiana di Gruppoanalisi, n. 2/2002 Ed. Franco Angeli
- Diego Napolitani, La bipolarità della mente relazionale. Il “maschile” e il “femminile” nei processi cognitivi, Rivista Italiana di Gruppoanalisi, n. 1e2/2004 Ed. Franco Angeli
- Diego napoletani, Identità, alterità, culture, Rivista Italiana di Gruppoanalisi, n. 2/2008 Ed. Franco Angeli
- Diego Napolitani, Dalla psiche come mito all'antrophos come esistenza, Rivista Italiana di Gruppoanalisi on line n. 0/2012 www.sgai.it
- Diego Napolitani, Dall'alienazione all'alterificazioni: trasformazioni della coscienza nel suo divenire “O” Rivista Italiana di Gruppoanalisi on line n. 1/2013 www.sgai.it